# Сергєєво (Нижньогородська область)
Сергєєво (рос. Сергеево) — присілок в Вачському районі Нижньогородської області Російської Федерації.
Населення становить 228 осіб. Входить до складу муніципального утворення Арефинська сільрада.

## Історія
Від 2009 року входить до складу муніципального утворення Арефинська сільрада.

## Населення
| 1999 | 2002 | 2010 |
| ---- | ---- | ---- |
| 305  | ↘268 | ↘228 |